# هیتزاند

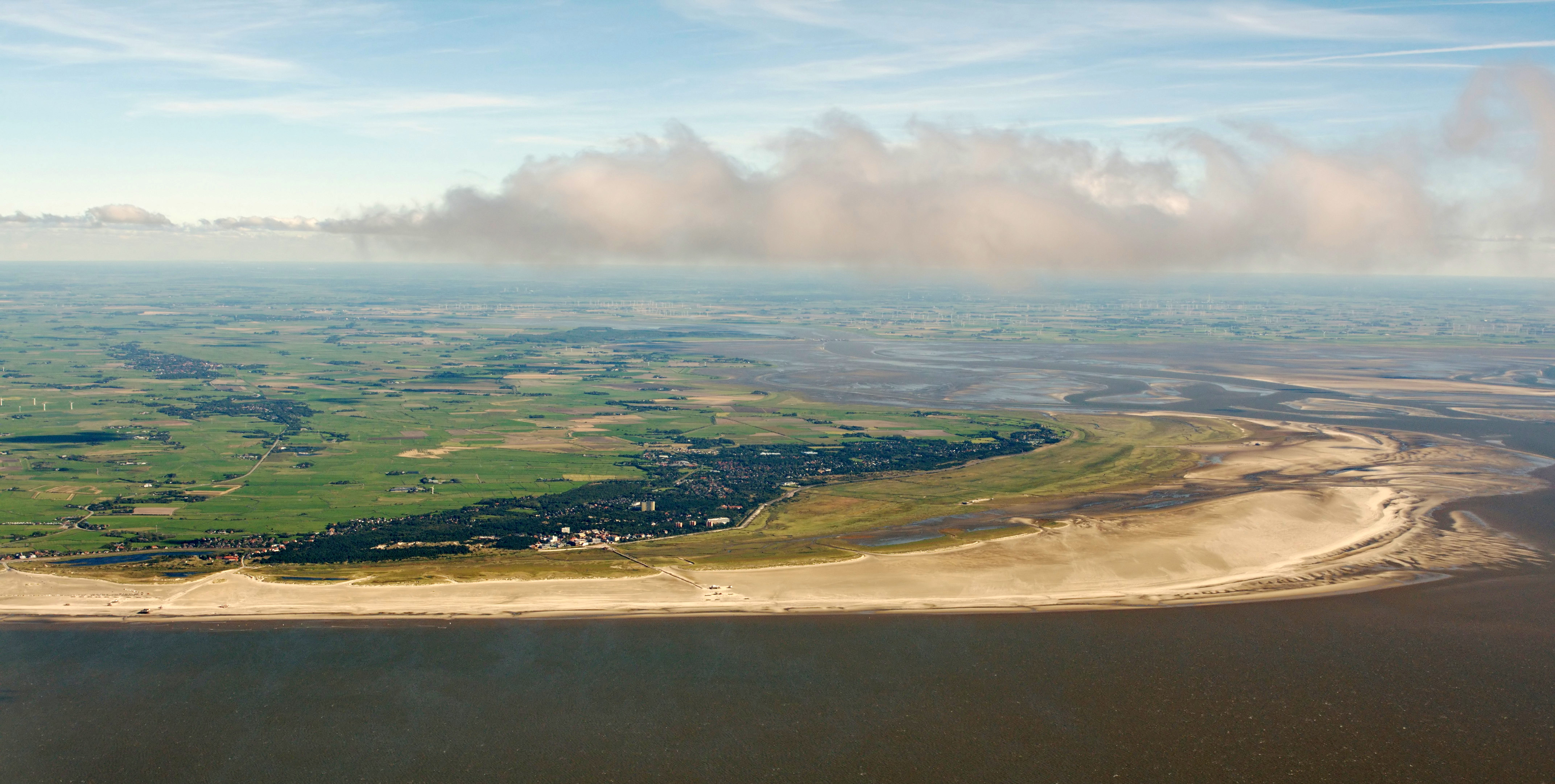
ساحل هیتزاند

هیتزاند (به آلمانی: Hitzsand) (به دانمارکی: Hitsbanke) یک منطقه ساحلی به طول ۱۲ کیلومتری در غرب زانکت پتر-اوردینگ واقع شده است . هیتزاند در شمال منطقه پارک مردابی شلسویگ و هولشتاین قرار دارد . هیتزاند به خاطر وجود سنگ گرانبها کهربا ، به ساحل کهربا معروف است . هیتزاند یک ساحل برهنگی آزاد است . 